# Коллора, Сэнди
Сэнди Коллора (англ. Sandy Collora, род. 8 августа 1968 года, Лонг-Айленд, Нью-Йорк) — американский режиссёр, сценарист, продюсер, художник, актер.

## Биография
Сэнди Коллора — уроженец Лонг-Айленда, с детства зачитывался комиксами, это первое, что он прочитал в своей жизни, что сподвигло его научится рисовать и лепить. В дальнейшем, будучи подростком, он перебирается в Лос-Анджелес, в надежде когда-нибудь стать режиссёром. Долгие годы, он работал в качестве художника, дизайнера, разрабатывая персонажей для фильмов ужасов и фантастических картин, таких как «Парк Юрского периода», «Люди в чёрном», «Догма», «Прибытие», «Ворон» и «Хищник 2». Его режиссёрским дебютом в 1999 году стал короткометражный фильм «Соломон Бернштейн в ванной». Коллора часто снимает в своем низкобюджетном кино друзей начинающих актеров. А кроме того известно, что он снял свои короткометражки про Бэтмена и Супермена за 3-4 дня.
В 2003 году, Коллора оказался в центре внимания со своим короткометражным фильмом «Бэтмен: Тупик». На вопрос журналиста «Зачем тратить собственные 30 тысяч долларов на съемки фильма?» он ответил следующим образом:
Я руководил съемкой рекламных роликов и видеоклипов, но долгие годы пытался пробиться в большой кинематограф, без особого успеха. В Голливуде, чтобы чего-то добиться, нужны знакомства, близкие отношения, иначе с вами не станут разговаривать. Ну и я большой поклонник Бэтмэна, поэтому решил снять свою версию истории о нем, чтобы продемонстрировать, на что я способен киностудиям.
После премьеры фильма в Сан-Диего на фестивале Comic-Con, фильм был скачан из интернета более 600000 раз, режиссёр Кевин Смит характеризовал фильм «Бэтмен: Тупик» следующим образом:
" - Возможно, самый лучший фильм о Бэтмене из когда-либо снятых".
В 2010 году, Коллора выпустил свой первый полнометражный фильм, Последний охотник.
В 2011 году он приступил к разработке проекта под названием «Мелководье», предполагалось, что это будет фильм ужасов.
Он хочет побить рекорд Kickstarter за самую большую сумму денег, собранную для фильма ужасов.

## Фильмография

### Режиссёр
- Соломон Бернштейн в ванной «Solomon Bernstein’s Bathroom» (1999 г.)
- Архангел «Archangel» (2002 г.)
- Бэтмен: Тупик «Batman: Dead End» (2003 г.)
- Лучшие из лучших «World’s Finest» (2004 г.)[13]
- Последний охотник «Hunter prey» (2010 г.)

### Другие работы
- Догма (фильм) «Dogma» (1997 г.) — Концепт-художник.
- Люди в чёрном «Men In Black» (1995 г.) — Дизайнер.
- Прибытие (1994 г.) «The Arrival» — Создание внешнего вида персонажей, дизайнер, раскадровка.
- Гайвер 2 «Guyver, Dark Hero» (1993 г.) — Постановка сцен, художник.
- Ворон «The Crow» (1993 г.) — Дизайн, скульптур.
- Глубокий красный «Deep Red» (1992 г.) — Художник, раскадровка.
- Парк Юрского периода «Jurassic Park» (1992 г.) — Концепт-художник, дизайн логотипа, раскадровка.
- Вспомнит все «Total Recall» (1991 г.) — Концепт-художник, скульптор.
- Возвращение в лягушачий город «Return To Frogtown» (1992 г.) — Создание существ, руководство, раскадровка.
- Робокоп 2 «Robocop 2» (1991 г.) — Дизайн костюма.
- Хищник 2 «Predator 2» (1990 г.) — Разработка концепта хищника, художник, раскадровка.
- Бездна «The Abyss» (1990 г.) — Концепт-художник, создание инопланетных существ.
- Космические захватчики «Spaced Invaders» (1990 г.) — Создание инопланетян, раскадровка.
- Кошмар на улице Вязов 5 «Nightmare On Elm Street 5» (1989 г.) — Художник, скульптор.
- Маленькие монстры «Little Monsters» (1989 г.) — Художник.
- Нация пришельцев «Alien Nation» (1988 г.) — Разработка внешнего вида инопланетян.
- Левиафан «Leviathan» (1988 г.) — Создание монстра.